# 84 Близнецов
84 Близнецов (лат. 84 Geminorum, HD 64092) — одиночная звезда в созвездии Близнецов на расстоянии приблизительно 1370 световых лет (около 420 парсеков) от Солнца. Видимая звёздная величина звезды — +7,04m.

## Характеристики
84 Близнецов — оранжевая звезда спектрального класса K0. Радиус — около 16,28 солнечных. Эффективная температура — около 4951 К.